# 오건 덕계문집 목판, 오장 사호집 목판, 오한 수오당문집 목판
오건 덕계문집 목판, 오장 사호집 목판, 오한 수오당문집 목판(吳健 德溪文集 木板, 吳長 思湖集 木板, 吳한 守吾堂文集 木板)은 대한민국 경상남도 산청군에 있는 조선시대의 책판이다.
1979년 12월 29일 경상남도의 유형문화재 제163호 덕계선생 문집책판 및 사호집 수오당 실기책판으로 지정되었다가, 2018년 12월 20일 현재의 명칭으로 변경되었다.

## 개요
덕계 오건(吳健,1521∼1574)과 그의 아들 오장(吳長), 오장의 스승 오한(吳한)의 문집책판으로, 모두 132매이다.
오건은 남명 조식의 문인으로, 한때 퇴계 이황에게서 공부를 배웠다. 어머님이 돌아가시자 움막을 짓고 3년간 묘를 지켰으며, 그 효성이 조정에 알려져 상을 받기도 했다. 명종 13년(1558)에 문과에 급제하여 정언을 거쳐 선조 4년(1571)에 이조좌랑으로 춘추관기사관을 겸해『명종실록』편찬에 참여하였다. 만년에는 고향에 돌아와 학문에 몰두하면서 여생을 보냈다. 『덕계선생문집』10권 5책은 순조 17년(1817)에 간행된 것이다.
『사호집』은 오장의 시문집으로 8권 4책으로 되어있다. 이 책은 강세황이 서문을 달고, 정지검이 발문을 쓴 것으로 보아 정조 6년(1782)경에 간행된 것으로 보인다.
『수호당실기』는 오한의 전기를 기록한 실기로서, 그 8대손인 오응규가 고종 1년(1864)에 간행한 것이다.

## 참고 문헌
- 오건 덕계문집 목판, 오장 사호집 목판, 오한 수오당문집 목판 - 국가유산청 국가유산포털